# 웹마
웹마는 인터넷 익스플로러 기반으로 동작하는 한국산 프리웨어인 웹 브라우저이다. 공식적으로는 IE 5.5 이상이 설치되어 있어야 하며 운영 체제로 윈도우 2003과 윈도우 XP를 지원한다.

## 특징
- 탭 브라우징 사용
- 각종 광고, 플래시, Active X, 내용 필터 기능을 가지고 있다.
- 자동 팝업필터 기능으로 팝업창을 차단할 수 있다.
- 특정 제한 풀기 기능을 가지고 있어 원할 때 웹페이지에 간편히 제한을 가하고 또한 간편히 제한을 해제할 수 있다.
- 사이트 별 자동 로그인 설정이 가능하다.
- 마우스 제스처 설정을 이용해 마우스만으로 거의 모든 작업을 할 수 있다.
- 아이콘, 도구 모음, 이미지, 기능 같은 많은 요소를 사용자가 직접 관리할 수 있다.
- 브라우저의 스킨이나 플러그인을 사용자가 직접 만들어 브라우저에 추가할 수 있다.